# 중국남방항공 327편
중국남방항공 327편(영어: China Southern Airlines Flight 327)은 중국남방항공에서 운영하는 무착륙 비행 노선 중에서 가장 긴 노선으로 운항 노선은 광저우의 광저우 바이윈 국제공항에서 미국의 로스앤젤레스 국제공항을 연결한다. 비행 거리는 11,638km로 총 비행 시간은 15시간 30분이 걸린다. 이 노선은 1997년에 신설 했으며 기존의 미주 노선과 다른 점이 있다면 러시아로 운항하지 않고 일본, 태평양을 통해 운항한다. 쌍발 제트기 역사상 최초로 태평양을 횡단해 무착륙 비행으로 운항하고 있다. 또한 반대로 돌아오는 경우 328편으로 운항하며 비행 시간과 운항 경로는 모두 똑같은 편이다. 개설 초기 중국남방항공이 보잉 777-200ER 기종을 도입해 운영했다가 2012년 10월 12일에 에어버스 A380-800 기종으로 변경이 되면서 중화인민공화국 최초로 일부 원격 정기 국제 항공편으로 운항하고 있다. 2014년 8월 6일에 중국남방항공 300편(영어: China Southern Airlines Flight 300)인 광저우 바이윈 국제공항에서 존 F. 케네디 국제공항간 국제선 노선이 개설되면 이 노선이 중국남방항공에서 운영하는 무착륙 비행 노선 중에서 가장 긴 노선이 될 것이다.

## 같이 보기
- 콴타스 항공 7편
- 싱가포르 항공 21편